# Stefan Maul
Stefan Mario Maul (* 24. Dezember 1958 in Aachen) ist ein deutscher Altorientalist und Träger des Leibnizpreises.

## Leben
Stefan Maul studierte Assyriologie, Vorderasiatische Archäologie und Ägyptologie an der Universität Göttingen, wo er 1987 bei Rykle Borger mit der Dissertation "Herzberuhigungsklagen", die sumerisch-akkadischen Eršaḫunga-Gebete promoviert wurde. Von 1987 bis 1992 arbeitete er als wissenschaftlicher Mitarbeiter und bis 1995 als Assistent an der FU Berlin, wo er sich 1993 habilitierte. Seit 1995 ist er Ordinarius für Assyriologie an der Ruprecht-Karls-Universität Heidelberg.
Seit 2004 leitet Maul die Forschungsstelle der Heidelberger Akademie der Wissenschaften “Edition literarischer Keilschrifttexte aus Assur”.
Außerdem ist er seit 1994 Mitglied des wissenschaftlichen Beirates der Deutschen Orient-Gesellschaft, seit 1995 korrespondierendes Mitglied und seit 2001 Mitglied der Zentraldirektion des Deutschen Archäologischen Instituts. 1997 wurde er mit dem Leibnizpreis für seine Forschungstätigkeit ausgezeichnet. 1998 wurde er zum ordentlichen Mitglied der Heidelberger Akademie der Wissenschaften, 2003 zum korrespondierenden Mitglied der Göttinger Akademie der Wissenschaften und 2012 zum Mitglied der Deutschen Akademie der Naturforscher Leopoldina gewählt.

## Schriften (Auswahl)
- „Herzberuhigungsklagen“, die sumerisch-akkadischen Eršaḫunga-Gebete. Harrassowitz, Wiesbaden 1988, ISBN 978-3-447-02833-2 (zugleich phil. Diss. Universität Göttingen 1987).
- Zukunftsbewältigung: eine Untersuchung altorientalischen Denkens anhand der babylonisch-assyrischen Löserituale (Namburbi). von Zabern, Mainz 1994, ISBN 3-8053-1618-6.
- Weinen aus Trauer. Der Tod des Enkidu. In: Claus Ambos, Stephan Hotz, Gerald Schwedler, Stefan Weinfurter (Hrsg.): Die Welt der Rituale. Von der Antike bis heute. Wissenschaftliche Buchgesellschaft, Darmstadt 2005, ISBN 3-534-18701-6, S. 22–23.
- Die Inschriften von Tall Taban (Grabungskampagnen 1997–1999). Die Könige von Tabetu und das Land Mari in mittelassyrischer Zeit.  Tokio, Kokushikan Univ., Inst. for Cultural Studies of Ancient Iraq  2005.
- Das Gilgamesch-Epos. neu übersetzt und kommentiert von Stefan M. Maul. 6. Auflage. München, Beck 2014, ISBN 978-3-406-52870-5.
- Die Wahrsagekunst im alten Orient. C.H. Beck, München 2013, ISBN 978-3-406-64514-3.